# Jannike Åhlund
Jannike Marie Elisabeth Franciska Åhlund, född 18 maj 1954, är en svensk kulturjournalist och filmrecensent.  
Jannike Åhlund, som är utbildad på Stockholms Filmskola, har varit redaktör för filmtidskriften Chaplin och recensent på Filmkrönikan på 1990-talet. Hon var fram till 2007 konstnärlig ledare för Göteborg Film Festival och fram till 2012 verksamhetsledare på Bergmancenter på Fårö. Hon har också fram till våren 2012 varit konstnärlig ledare för Stiftelsen Bergmangårdarna på Fårö på deltid.
Åhlund tilldelades Jurgen Schildt-priset 1992 och Stora journalistpriset 1993.
Jannike Åhlund är gift med författaren Lennart Hagerfors.

## Filmografi
- 1978 – Lyftet
- 1993 – Möte med Hasse
- 2012 – Rum 1112